# Tupo Fa'amasino
Tupo Fa'amasino (Apia, 13 de abril de 1966) es un ex–jugador samoano de rugby que se desempeñaba como centro.

## Selección nacional
Fue convocado a Manu Samoa por primera vez en noviembre de 1988 para enfrentar a los Dragones rojos y disputó su último partido en julio de 1996 ante los Flying Fijians. En total jugó 20 partidos y marcó 36 puntos.

### Participaciones en Copas del Mundo
Fa'amasino disputó dos Copas del Mundo; Inglaterra 1991 donde Manu Samoa venció a Gales y a los Pumas en fase de grupos, consiguiendo el pase a los cuartos de final y allí sería eliminado por el XV del Trébol liderados por Gavin Hastings y Sudáfrica 1995 donde los samoanos vencieron a la Azzurri y a los Pumas nuevamente en fase de grupos, consiguiendo el pase a los cuartos de final y allí serían eliminados por los locales y eventuales campeones del Mundo; los Springboks liderados por Francois Pienaar.
| Mundial                       | Sede       | Resultado        | PJ | Tries |
| ----------------------------- | ---------- | ---------------- | -- | ----- |
| Copa Mundial de Rugby de 1991 | Inglaterra | Cuartos de final | 1  | 0     |
| Copa Mundial de Rugby de 1995 | Sudáfrica  | Cuartos de final | 4  | 0     |